# ペラム・ベイ・パーク駅
ペラム・ベイ・パーク駅 (Pelham Bay Park) はブロンクス区ペラム・ベイのウェストチェスター・アベニューとコロニアル・アベニューの交差点に位置するニューヨーク市地下鉄IRTペラム線の終着駅である。<6>系統が平日20時45分迄の混雑方向に、それ以外の時間帯は6系統が発着する。

## 歴史
駅はペラム線がウェストチェスター・スクエア駅（現：ウェストチェスター・スクエア-イースト・トレモント・アベニュー駅）から当駅まで延伸開業した1920年12月20日に開業した。
1981年にMTAは地下鉄内で最も老朽化した69駅の中に当駅を挙げた。

## 駅構造
| P ホーム階 | 相対式ホーム、使用されていない             | 相対式ホーム、使用されていない                                                                                                |
| P ホーム階 | 西側線                                     | ← ブルックリン・ブリッジ-シティ・ホール駅行き（バー・アベニュー駅） （定期列車なし:パークチェスター駅）                       |
| P ホーム階 | 島式ホーム、到着番線に応じた側のドアが開く | |
| P ホーム階 | 東側線                                     | ← ブルックリン・ブリッジ-シティ・ホール駅行き（バー・アベニュー駅） （定期列車なし:パークチェスター駅）                       |
| P ホーム階 | 相対式ホーム、使用されていない             | |
| M          | 改札階                                     | 改札、駅員詰所、メトロカード自動販売機 (エレベーター、ウェストチェスター・アベニューとブラックナー・ブールバード交差点に接続) |
| G          | 地上階                                     | 出入口 |

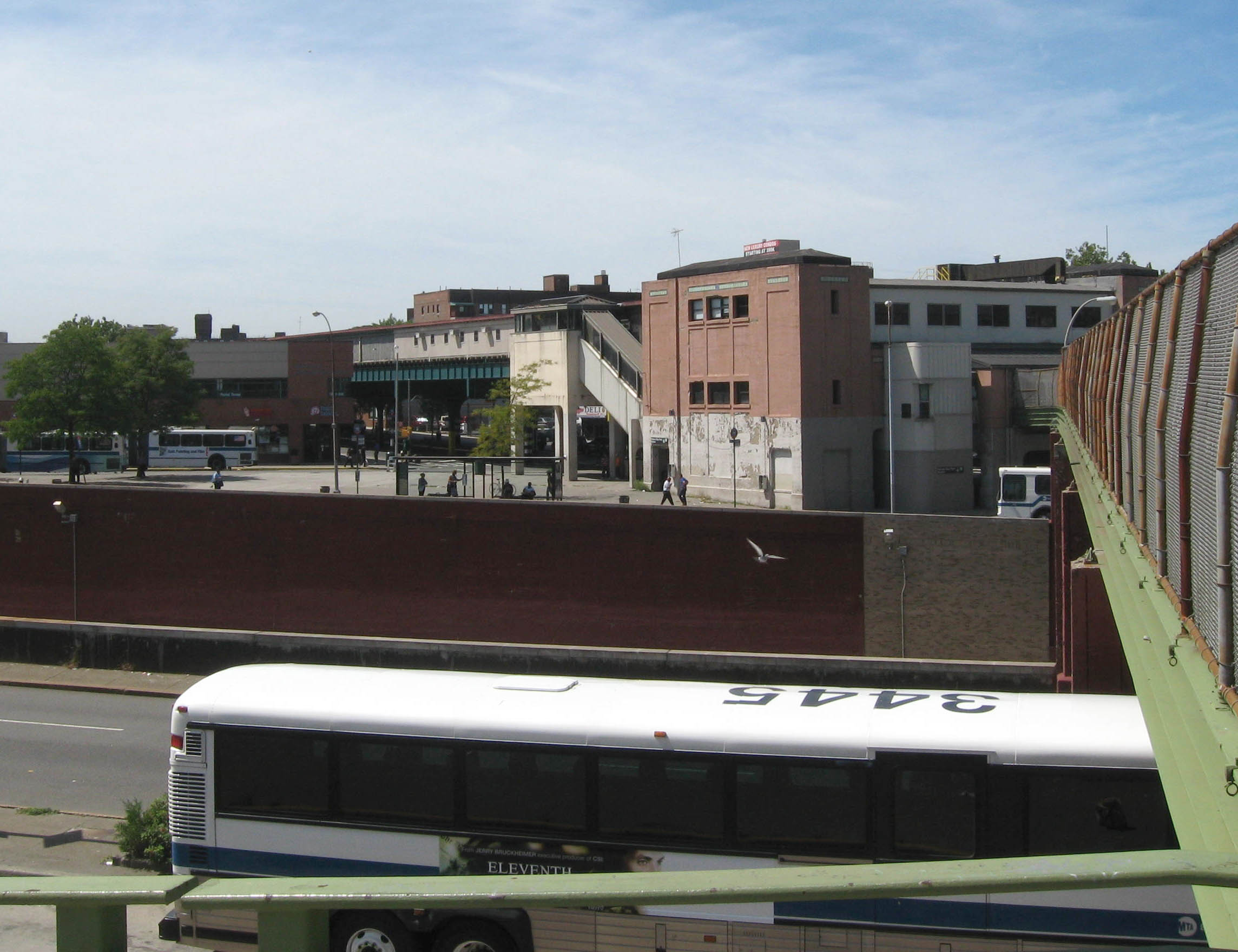
ブルックナー高速道路を越え駅舎に接続している歩道橋

駅は島式ホーム1面・単式ホーム2面と南行線2線を有した3面2線の高架駅で、線路は北側で車止めにより終わっている。かつては単式ホームを降車客が、島式ホームを乗車客が使用する乗降分離を行っていたが、現在は単式ホームの使用を停止し乗車客・降車客共に島式ホームを使用している。
当駅は、ニューヨーク市地下鉄内の終着駅において唯一番線名を振らず西側線・東側線と線路の位置する方角を付けている駅となっている。

### 出入口
改札口はホームの下に位置し、改札口からはウェストチェスター・アベニューとブルックナー・ブールバードの交差点付近への階段2つとエスカレーター・エレベーター1機、ブルックナー高速道路を越えてペラム・ベイ・パークまで向かう歩道橋が接続している。2015年6月から2016年4月にかけてエレベーターは改装されている。

## サブウェイ・パニック
1973年に出版されたジョン・ゴーディの小説『サブウェイ・パニック』（原題：The Taking of Pelham One Two Three）およびそれを原作とする1974年の映画『サブウェイ・パニック』・1998年の映画『サブウェイ・パニック 1：23PM』・2009年の映画『サブウェイ123 激突』において、ハイジャックされる列車は当駅を午後1時23分に発車している。1974年の映画が上映された後、ニューヨークシティ・トランジット・オーソリティは多くの人がこの映画を観ており乗客に恐怖心を与える可能性があるとして長年当駅を午前・午後1時23分に出発する列車の設定を禁止していた。最終的にこの方針は廃止されたが、迷信からディスパッチャーは現在も1時23分発マンハッタン方面行き列車の設定を避け続けている。